# Ольгино (Липецкий район)
О́льгино — деревня Пружинского сельсовета Липецкого района Липецкой области.

## География
Деревня Ольгино расположена к западу от центра сельсовета, села Пружинки, и к северу от ещё одного населённого пункта, входящего в состав сельского поселения — деревни Красное. Ольгино и Пружинки разделяет балка, по дну которой на север течёт небольшая пересыхающая речка, впадающая затем в реку Лубна. К северо-востоку от Ольгино и к северу от села Пружинки указанная балка имеет крупное восточное ответвление — балку Лысые Горы. Северо-западнее деревни, на берегу Лубны, находится село Каменная Лубна. На этом направлении практически сразу за границей территории деревни проходит административная граница Липецкого и Лебедянского районов. Западнее Ольгино, за долиной одного из южных пересыхающих притоков Лубны, ранее располагался населённый пункт Марьино (Мокряновка). В деревне есть пруд с земляной дамбой.

## История
Ольгино — одно из названий села Пружинки. В документах 1900 г. указывается как село с 25 дворами и 172 жителями. По переписи 1926 г. — деревня, 47 дворов и 254 жителя. В начале 1932 г. в ней проживало 274 человека. На 1 января 2001 г. здесь насчитывалось 10 хозяйств и 18 жителей. Во время существования волостей входила в Ивовскую волость Задонского уезда Воронежской губернии и позднее — в Нижнестуденецкую волость Липецкого уезда Тамбовской губернии. С образованием районов находилась в Студенецком (Водопьяновском, Донском) районе. Имело другое название — Бехтеевка (Бехтсевка) (по фамилии владельца).
На Специальной карте Европейской России И. А. Стрельбицкого, составленной в 1865—1871 годах (лист 59, издан в 1869 году), и на топографической военной карте РККА второй половины 1930-х — начала 1940-х годов видно, что квартал жилой застройки, ныне представляющий собой деревню Ольгино, в XIX и в начале XX века не являлся отдельным населённым пунктом, относясь к селу Пружинки. В то же время, встречаются карты РККА с состоянием местности на 1937—1941 годы, на которых деревня Ольгино уже обозначена как самостоятельное поселение.
В 1823 году в Пружинки (вероятно Ольгино на тот момент входило в состав Пружинок) неоднократно  приезжал к отставному штаб-ротмистру Ивану Петровичу Бехтееву, дружившему с  декабристами,  А.С. Грибоедов.  Здесь он дописывал  четвёртую часть своего знаменитого произведения «Горе от ума». Бехтеев один из первых отменил крепостное право. И.П. Бехтеев был близким другом и двоюродным братом Степана Никитича Бегичева (члена "Союза благоденствия"), в чьём имении А.С. Грибоедовым были написаны 3 и 4 акты комедии «Горе от ума». И.П. Бехтеев часто бывал у С.Н. Бегичева, гостил у него летом 1823 г., хорошо знал Грибоедова и был свидетелем его творческой работы. Грибоедов бывал в гостях и у И.П. Бехтеева в с. Пружинки Задонского уезда. И.П. Бехтееву принадлежал список рукописи «Горе от ума» (т.н. "бехтеевский список"), сделанный им в 1824 г. и позже перешедший к его племяннику С.С. Бехтееву (1844-1911). По воспоминаниям современников Иван Петрович "обладал большим юмором и даром слова".
В 1835 году в селе имели поместья:
- девица из дворян Анисья Петрова дочь Бехтеева (сельцо Ольгино, входило в Пружинки), дворовых - 28 душ, крестьян - 109 душ (Базыкины, Дворяхчиковы, Журавлевы, Зотовы, Каняевы, Кудины, Кулигины, Кухтины, Лялякины, Муратовы, Ракитины, Олехины, Черкасовы);
В 1850 году в селе имели поместья:
- девица Анна Петрова дочь Бехтеева (сельцо Ольгино, входило в Пружинки), дворовых - 18 душ (Ломакины, Поляковы);
- девица Анисья Петрова дочь Бехтеева (сельцо Ольгино, входило в Пружинки), дворовых - 22 душ, крестьян - 178 душ (Алякины, Антоновы, Ероховы, Журавлевы, Зверевы, Зотовы, Иголкины, Карташовы, Коняевы, Красниковы, Кукины, Лелякины, Логишовы, Мещириковы, Новиковы, Поляковы, Рышковы, Селивановы, Теняевы).

## Население
| 2010 | 2012 |
| ---- | ---- |
| 23   | ↘19  |

По состоянию на 1990 год деревня насчитывала около 30 жителей. На 1 января 2002 года в Ольгино проживало, по официальным данным, 19 человек в 11 хозяйствах. Согласно переписи 2002 года, в населённом пункте было зафиксировано 27 жителей, из них 14 мужчин и 13 женщин, 100 % населения составляли русские. По сведениям переписи 2010 года, женщин было больше, чем мужчин, не менее 96 % жителей составляли русские.

## Улицы
В деревне есть единственная улица — улица Ольгина.

## Известные земляки
Бехтеев Иван Петрович - штаб-ротмистр, участник сражений во время войны с Наполеоном 1807 г.